# Downpatrick
Downpatrick (de l'irlandais : Dún Pádraig - soit « fort de Patrick ») est le chef-lieu du comté de Down, en Irlande du Nord (Royaume-Uni). Située à environ 33 km au sud de Belfast, elle est devenue une ville de banlieue, avec une activité commerciale et administrative assez importante.

## Histoire

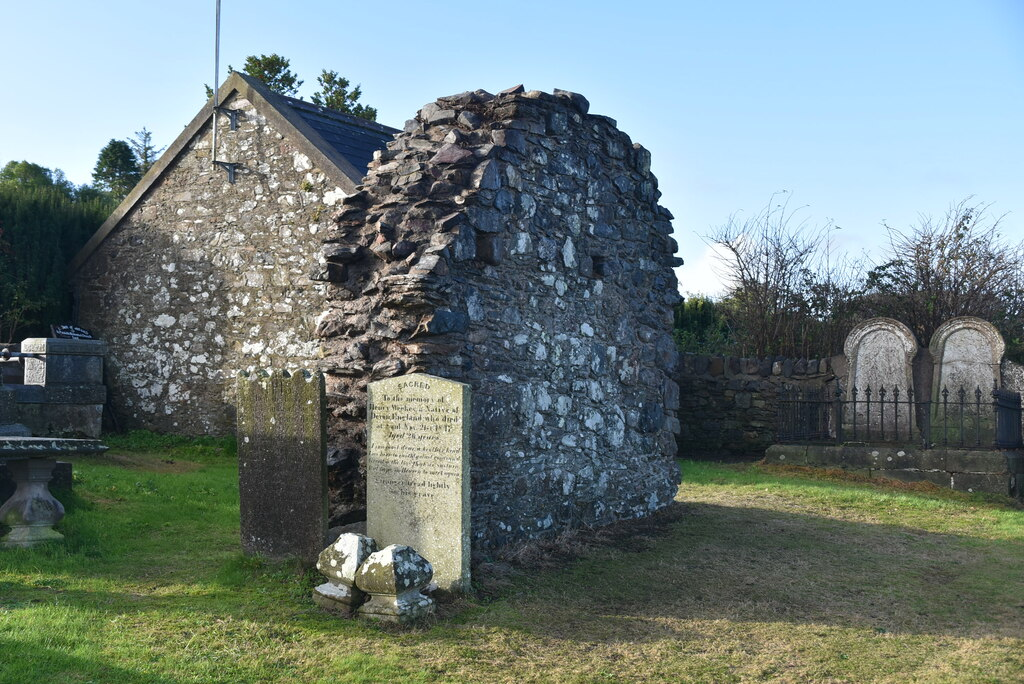
Vestiges du monastère de Saul.

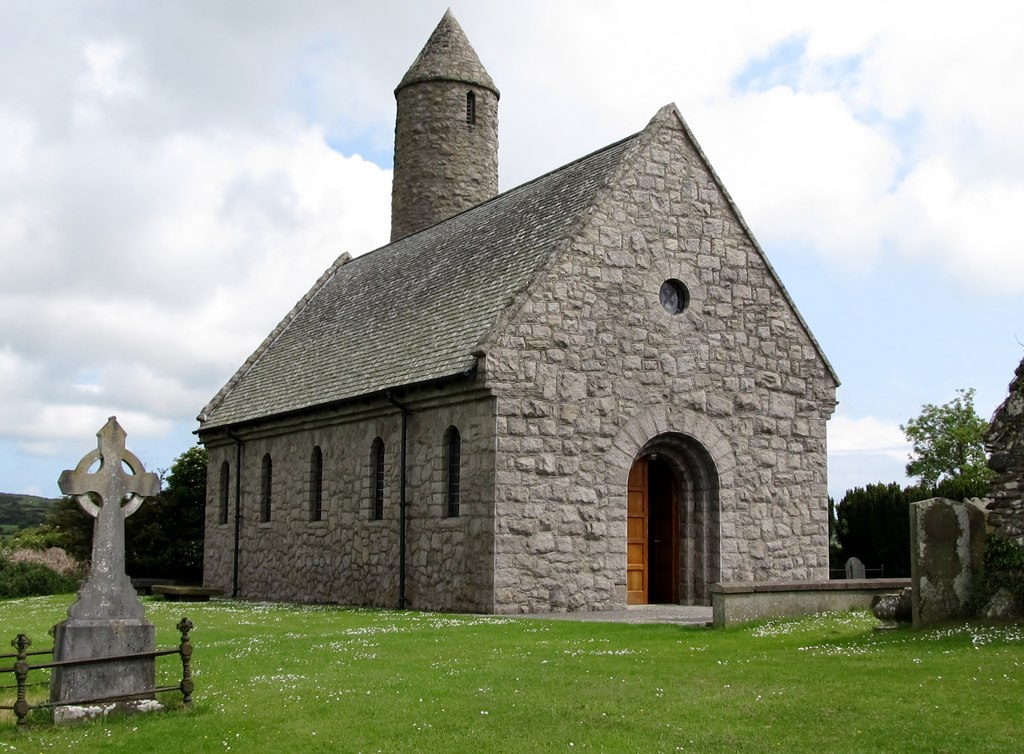
L'église Saint-patrick de Saul.

Downpatrick est l'une des plus anciennes villes d'Irlande. Son nom vient d'un dún, un fort royal médiéval, qui se dressait sur un drumlin surplombant la rivière Quoile. Au Moyen Âge, la rivière était un estuaire qui entourait le drumlin sur la majeure partie de ses côtés. On pense qu'un fort circulaire existait sur ce site durant le haut Moyen Âge. Il pourrait s'agir du site appelé Ráth Celtchair (plus tard anglicisé Rathkeltair), le « fort de Celtchar », d'après un héros du cycle d'Ulster de la mythologie irlandaise.
Un petit monastère chrétien fut également construit sur le drumlin voisin, au sud, aujourd'hui connu sous le nom de « colline de la Cathédrale ». Le monastère de Saul, situé à proximité, était associé à saint Patrick. Le saint aurait été enterré sur la colline au Ve siècle, et sa tombe est toujours un lieu de pèlerinage. La cathédrale de Down fut construite plus tard à cet endroit.
Au début du XIe siècle, un fort beaucoup plus grand avec des remparts en terre fut construit sur le drumlin nord, aujourd'hui connu sous le nom de « Mound of Down ». C'était la capitale du Dál Fiatach, la principale dynastie régnante d'Ulaidh (Ulster), qui portait le titre de « Rí Uladh », « roi d'Ulster ».
Le roi de Norvège, Magnus III, fut tué dans une embuscade près de Downpatrick en 1102.
Saint Malachie devint évêque de Down (Dún da Lethglas) en 1137. Il administra le diocèse depuis l'abbaye de Bangor et introduisit à Dún da Lethglas une communauté d'Augustins (chanoines) dédiée à saint Jean l'Évangéliste. Malachie et ses successeurs réparèrent et agrandirent la cathédrale de Down.
À la fin du XIIe siècle, la région fut conquise par les Anglo-Normands menés par John de Courcy, qui l'intégra à son comté d'Ulster, faisant partie de la seigneurie d'Irlande.
En 1183, de Courcy fit venir des moines bénédictins de l'abbaye de Sainte-Werburgh à Chester (aujourd'hui cathédrale de Chester), en Angleterre. Il construisit pour eux un couvent à Downpatrick ; ce bâtiment fut détruit par un tremblement de terre en 1245. À l'époque anglo-normande et plus tard au Moyen Âge, le nom de la ville dans les documents latins et anglais est indifféremment « Dunum », « Dun » ou « Down ». La plus ancienne mention du nom « Downpatrick » se trouve dans le Bodley Survey, enquête cadastrale réalisée en 1609.
En 1260, Brian Ua Neill, roi de Tir Éogain (Ve siècle-1607) et prétendu haut roi d'Irlande , marcha sur Downpatrick, qui faisait alors partie du comté anglo-normand d'Ulster. Allié à une force du Connacht sous Hugh O'Conor, il combattit les Anglo-Normands lors de la bataille de Down.

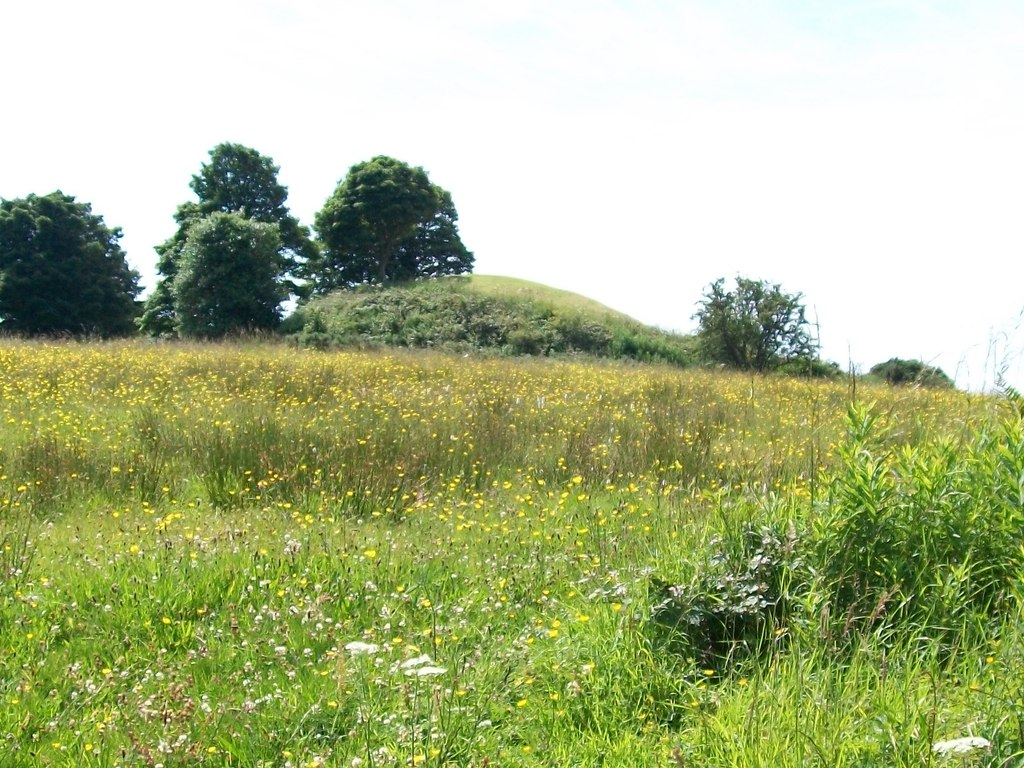
Mound of Down, lieu de la seconde bataille de Downpatrick en 1375).

Le comté de Down s'effondra au XIVe siècle, mais les Anglais conservèrent une position dominante dans la péninsule de Lecale entre le Strangford Lough et la baie de Dundrum. En 1375, Niall Mór Ua Néill, roi de Tir Éogain vainquit les Anglais à Dundalethglas (ou Mound of Down).
Sur ordre du roi Henri VIII d'Angleterre, la communauté monastique de Downpatrick fut dissoute par les Anglais vers 1540, et la cathédrale tomba en ruines. En 1600, elle aurait été incendiée par les forces anglaises dirigées par Edward Cromwel, 3e baron de Cromwell. Un tableau de 1788 montre les ruines de l'abbaye et sa tour ronde.
La situation de la ville fut grandement améliorée au XVIIIe siècle grâce à une famille de propriétaires terriens nommée Southwell dont Edward (construction d'un abattoir, pavage des rues, quai et entrepôt à grains, école...), contribuant ainsi à la croissance économique de la ville. L'infirmerie du comté de Down fut établie en 1767, et agrandie par Bernard Ward, 1er vicomte Bangor.
En juin 1778, John Wesley, le fondateur du méthodisme, prêcha dans la nouvelle maison de prédication de Downpatrick et à The Grove, à côté des ruines de la cathédrale de Down, qu'il qualifia de « noble ruine ».
Le jour de la Saint-Patrick, le 17 mars 1848, une foule de 2 000 à 3 000 catholiques quitta Old Course Road pour se rendre au tombeau présumé de saint Patrick, sur Cathedral Hill. Ils furent attaqués par des orangistes protestants lors du carnage d'Irish Street, et une émeute éclata.
De nombreuses attaques à main armée et attentats à la bombe ont eu lieu à Downpatrick pendant les Troubles. L'incident le plus meurtrier fut l'attaque à la mine terrestre de Downpatrick, le 9 avril 1990. L'Armée républicaine irlandaise provisoire (IRA) fit exploser une énorme mine improvisée sous un convoi de la British Army sur Ballydugan Road, juste à l'extérieur de la ville. Quatre soldats du régiment de défense de l'Ulster (UDR) furent tués.

## Chemins de fer
Downpatrick and County Down Railway.

## Géographie
Downpatrick est réputée pour ses  "drumlins" (petites collines)  caractéristiques de la région. La ville a la particularité  d'être la plus basse sur l'île d'Irlande, entourée au nord-est  de  marais, enregistrés à 0,4 m au-dessous du niveau de la mer.

## Démographie
Downpatrick est classée comme ville moyenne de l'Irlande du Nord, peuplée de 11 541 personnes en 2021. Parmi eux : 
- 26,6 % sont âgés de moins de 16 ans et 16 %, âgés de 60 ans et plus.
- 48,5 % de la population sont des hommes et 51,5 %, des femmes.
- 86,8 % sont catholiques et 11,9 % sont protestants.
- 5,1 % des personnes de 16-74 ans sont au chômage.

## Enseignement
- Les écoles primaires

- - Bunscoil Naomh Pádraig
  - Convent of Mercy Girls' Primary school
  - Downpatrick Primary School
  - Down High School Prep.
  - St Brigid's Primary school
  - St Colmcille's Primary school
  - St Patrick's Boys' Primary school

- Les écoles secondaires

- - Boys' High School De La Salle High School
  - Down High School - Grammar School High School Down
  - Intergrated High School Black Water High School
  - Girls' High School St Mary's High School
  - StPatrick's Grammar School

- Enseignement supérieur

- - South Eastern Regional College (Downpatrick Campus)

## Vestiges, loisirs et culture
- Ballyalton Court Cairn est une tombe unique située sur un affleurement rocheux au bord de la route à proximité du village de Ballyalton, à environ 4 km à l'est de Downpatrick. Les Court Tombs font partie des tombes à chambre mégalithiques de l'île. On en trouve environ 400 exemplaires presque exclusivement dans le nord de l'Irlande et en Irlande du Nord. La tombe contenait des ossements humains, des outils en silex et des poteries connues aujourd'hui sous le nom de Ballyalton bowls.

- L'enceinte mégalithique de Ballynoe est un grand cercle de plus de 50 pierres droites étroitement espacées, entourant un monticule qui, une fois excavé, s'est avéré contenir deux cistes dans lesquelles des ossements incinérés ont été trouvés. Le site se trouve à environ 4 km au sud de Downpatrick, dans le hameau de Ballynoe.

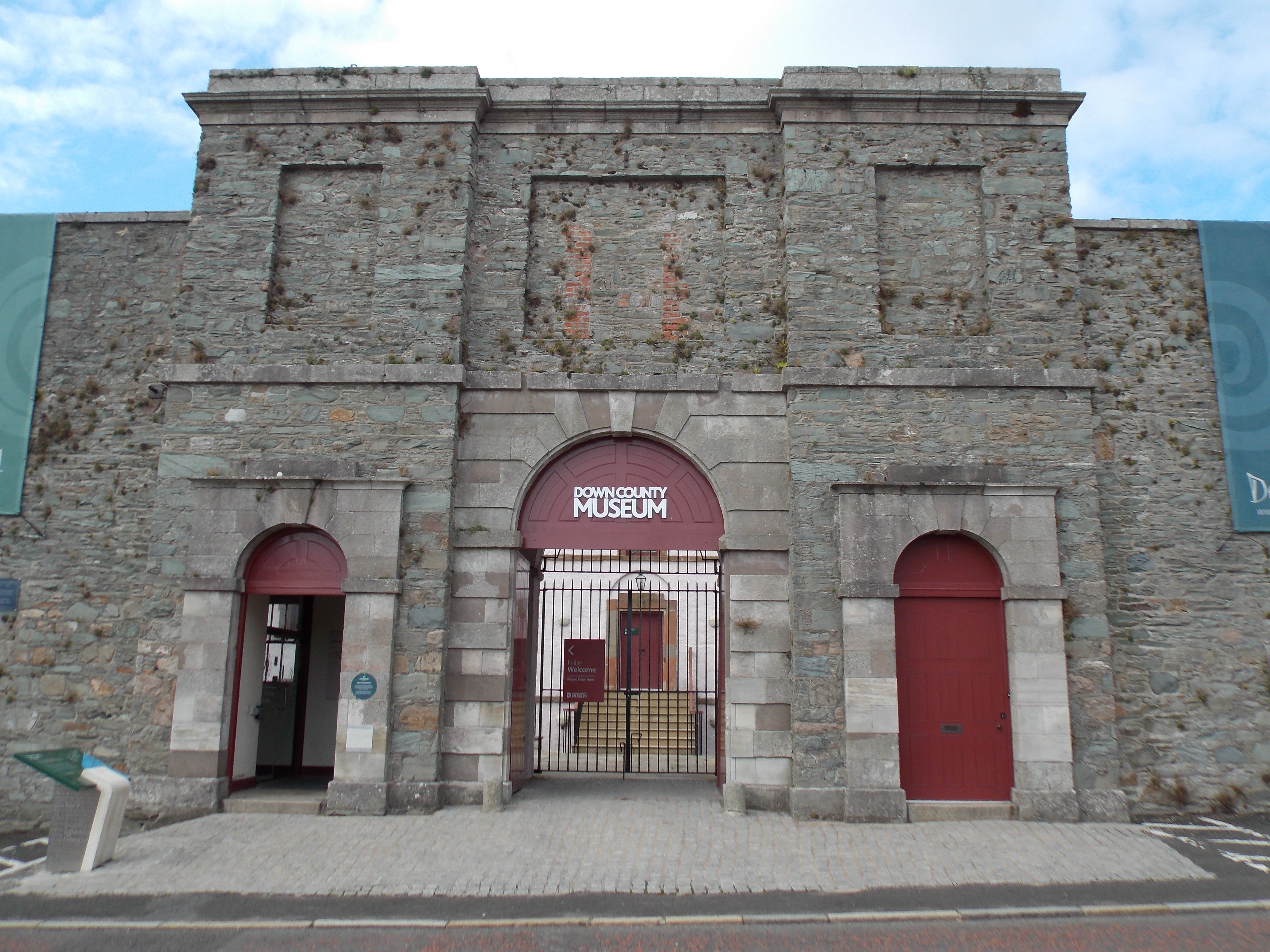
Le Down County Museum.

- Le Down Arts Centre, situé dans l'ancien hôtel de ville de Downpatrick, est un lieu d'événements divers.

- Le Down County Museum est situé sur le Mall sur English Street, anciennement Down County Gaol. Il a été construit entre 1789 et 1796 à la demande du Grand Jury du comté de Down. Cette prison restaurée du XVIIIe siècle retrace 9 000 ans d'histoire.

- L'hippodrome de Downpatrick est situé sur la route de Ballydugan, à la périphérie de Downpatrick. Les courses de chevaux ont lieu dans la ville depuis la charte de Jacques II d'Angleterre.

- Le Downpatrick and County Down Railway est le seul chemin de fer patrimonial à taille réelle d'Irlande. Exploité par des bénévoles, il relie la ville à l'abbaye d'Inch et à la tombe de Magnus III de Norvège. Le chemin de fer abrite la plus grande collection de voitures victoriennes d'Irlande, huit locomotives diesel, trois machines à vapeur et plusieurs autorails.

- L'abbaye d'Inch est un grand monastère cistercien en ruine à l'architecture gothique précoce, se trouvant à 1,2 km au nord-ouest de Downpatrick, sur la rive nord de la rivière Quoile (en), près de la route principale menant à Belfast.

- La péninsule de Lecale couvre une superficie d'environ 200 km2 entre Downpatrick et Dundrum (en). Il s'agit d'une zone d'importance historique et géographique.

- Mound of Down, Dundalethglas, English Mount ou Rathkeltair est un site archéologique, situé à la limite nord-ouest de Downpatrick. C'est un bon exemple d'ouvrage de terrassement défensif de l'âge du fer au milieu duquel une motte castrale a été construite par John de Courcy après sa défaite contre Rory Mac Donlevy en 1177. Certains pensent qu'il s'agissait de la résidence de Celtchar, le héros légendaire du Cycle d'Ulster. Il semble qu'il soit devenu le centre administratif des rois du Dál Fiatach au début de la période chrétienne.

Le Centre saint Patrick avec la statue de la broche de Tara à droite et au fond le clocher de la cathédrale de Down.

- Le Saint Patrick Visitor Centre est le seul lieu d'exposition permanente au monde consacré au saint patron de l'Irlande. En tant qu'organisation éducative à but non lucratif, il propose depuis 2008 des offres découvertes et des programmes internationaux pour la jeunesse soutenus par les Amis du centre.

- Quoile Castle est un château en forme de maison-tour en ruine du XVIe siècle, situé juste à côté de la route principale reliant Downpatrick à Strangford. Ce type de bâtiment est présent dans toute l'Irlande, construit en grande partie entre le XVe et le XVIIe siècle ; le littoral du Strangford Lough présente une densité de ces monuments.

- Struell Wells est un ensemble de quatre puits sacrés situés à 2,4 km à l'est de Downpatrick. Ils datent d'avant l'époque de saint Patrick et sont encore aujourd'hui utilisés par les personnes en quête de remèdes.

- Lough Money est un lac qui se trouve à environ 5 km de la ville. Une pêcherie de truites arc-en-ciel y est maintenue pour les pêcheurs.

- L'église Saint-Patrick de Saul (Saul Church), à environ 5 km de Downpatrick au nord-est, construite en 1932, commémore la première église de St Patrick en Irlande.

## Gens célèbres
Saint Patrick, sainte Brigitte et saint Colomba y sont enterrés.

## Monuments

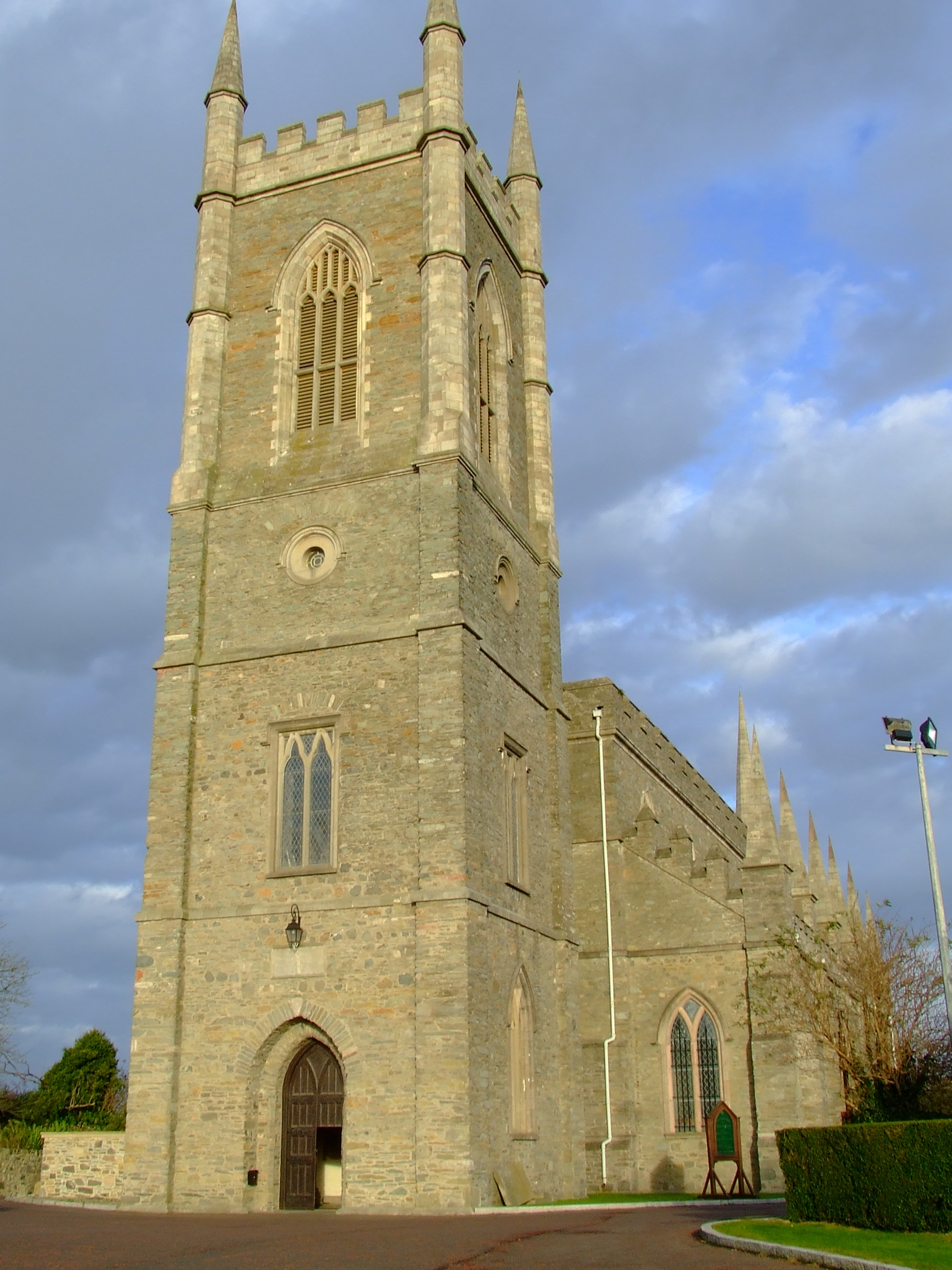
Cathédrale de la Sainte-Trinité de Down
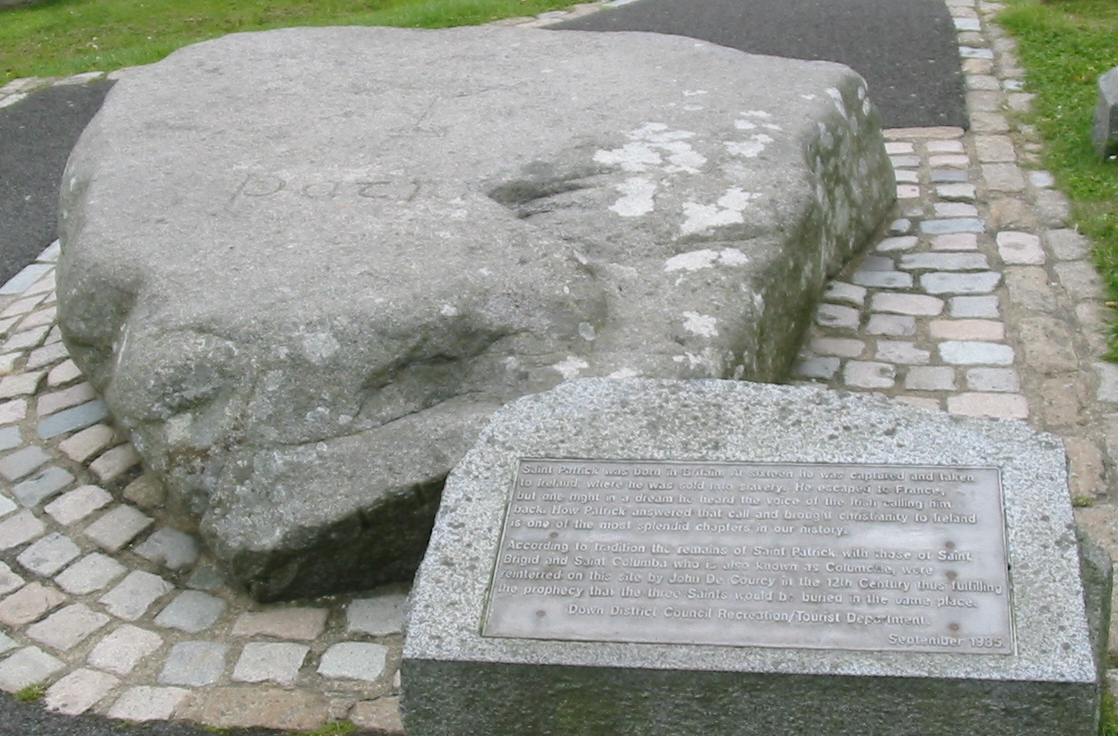
Célèbre tombe de St. Patrick
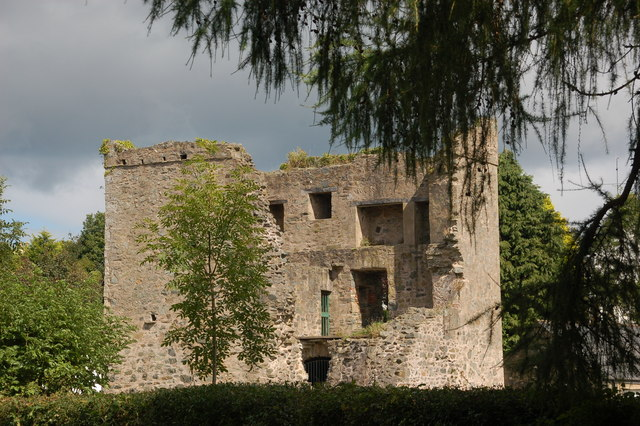
Château de Quoile, près de Downpatrick